# جيرارد جيلي
جيرارد جيلي (بالفرنسية: Gérard Gili)‏، من مواليد في مارسيليا في فرنسا، لاعب كرة قدم فرنسي سابق، ومدرب كرة قدم فرنسي حالي.
بدأ مسيرته الكروية مع نادي مارسيليا في عام 1971، ولعب معهم حتى عام 1973، وفي عام 1973 انتقل إلى نادي باستيا، ولعب معهم حتى عام 1976، وفي عام 1976 انتقل إلى نادي رون، ولعب معهم حتى عام 1978، وفي موسم 1978/1979 انتقل إلى نادي أوليمبك ألي، وفي موسم 1979/1980 انتقل إلى نادي رون، وفي موسم 1980/1981 انتقل إلى نادي باستيا، واختتم مسيرته الكروية مع نادي مارسيليا حيث لعب معهم منذ عام 1981 وحتى عام 1983.
بدأ مسيرته التدريبية مع نادي مارسيليا في عام 1988، ودربهم حتى عام 1990، وفي موسم 1990/1991 درب نادي بوردو، وفي عام 1992 درب نادي مونبيلييه، ودربهم حتى عام 1994، وفي عام 1994 درب نادي مارسيليا، وفي عام 1995 عاد إلى تدريب نادي مارسيليا، ودربهم حتى عام 1997، وفي عام 1999 درب منتخب مصر لكرة القدم، ودربهم حتى عام 2000، وفي عام 2002 درب نادي باستيا، واستمر في تدريبهم حتى عام 2004، ومنذ عام 2008 وهو يدرب منتخب ساحل العاج لكرة القدم.

## روابط خارجية
- جيرارد جيلي على موقع قاعدة بيانات كرة القدم.إي يو (الإنجليزية)
- جيرارد جيلي على موقع أوليمبيديا (الإنجليزية)